# Пер'ясиця
45°17′ пн. ш. 15°28′ сх. д. / 45.29° пн. ш. 15.46° сх. д.
Пер'ясиця (хорв. Perjasica) — населений пункт у Хорватії, у Карловацькій жупанії у складі громади Барилович.

## Населення
Населення за даними перепису 2011 року становило 17 осіб.
Динаміка чисельності населення поселення: